# Liste des maires de Denver
Le maire de Denver (en anglais : Mayor of Denver) est le dirigeant de l'exécutif de la ville de Denver, dans le Colorado aux États-Unis. Il est élu au suffrage universel pour un mandat de quatre ans.

## Liste des maires
| Maire                    | Date        | Remarque               |
| ------------------------ | ----------- | ---------------------- |
| Charles A. Cook          | 1861-1863   |                        |
| Amos Steck               | 1863-1864   |                        |
| H. J. Brendlinger        | 1864-1865   |                        |
| George T. Clark          | 1865-1866   |                        |
| Milton LeLano            | 1866-1868   |                        |
| W. M. Clayton            | 1868-1869   |                        |
| B. B. Stiles             | 1869-1871   |                        |
| John Harper              | 1871-1872   |                        |
| Joseph E. Bates          | 1872-1873   |                        |
| Francis M. Case          | 1873-1874   |                        |
| William J. Barker        | 1874-1876   |                        |
| Dr. R. G. Buckingham     | 1876-1877   |                        |
| Baxter B. Stiles         | 1877-1878   |                        |
| Richard Sopris           | 1878-1881   |                        |
| Robert Morris            | 1881-1883   |                        |
| John Long Routt          | 1883-1885   |                        |
| Joseph E. Bates          | 1885-1887   |                        |
| William Scott Lee        | 1887-1889   |                        |
| Wolfe Londoner           | 1889-1891   |                        |
| Platt Rogers             | 1891-1893   |                        |
| M. D. VanHom             | 1893-1895   |                        |
| Thomas S. McMurry        | 1895-1899   |                        |
| Henry V. Johnson1        | 1899-1901   |                        |
| Robert R. Wright         | 1901-1904   |                        |
| Robert W. Speer          | 1904-1912   |                        |
| Henry J. Arnold          | 1912-1913   |                        |
| J. M. Perkins            | 1913-1915   |                        |
| William H. Sharpley      | 1915-1916   |                        |
| Robert W. Speer          | 1916-1918   |                        |
| W. F. R. Mills           | 1918-1919   |                        |
| Dewey C. Bailey          | 1919-1923   |                        |
| Benjamin F. Stapleton    | 1923-1931   |                        |
| George D. Begole         | 1931-1935   |                        |
| Benjamin F. Stapleton    | 1935-1947   |                        |
| Quigg Newton             | 1947-1955   |                        |
| Will Nicholson           | 1955-1959   |                        |
| Richard Batterton        | 1959-1961   |                        |
| Thomas G. Currigan       | 1963-1968   |                        |
| William H. McNichols, Jr | 1968-1983   |                        |
| Federico Peña            | 1983-1991   | Premier Hispanique     |
| Wellington Webb          | 1991-2003   | Premier Afro-Américain |
| John Hickenlooper        | 2003-2011   |                        |
| Bill Vidal               | 2011-2011   |                        |
| Michael Hancock          | 2011-2023   |                        |
| Mike Johnston            | depuis 2023 |                        |